# Samuel Ochoa
Samuel Ochoa Oregel – detto Sammy – (Morelia, 4 settembre 1986) è un ex calciatore statunitense, di ruolo attaccante.

## Palmarès

### Club

#### Competizioni nazionali
- Lamar Hunt U.S. Open Cup: 1

Seattle Sounders FC: 2011